# Ctenophorus nuchalis
Ctenophorus nuchalis là một loài thằn lằn trong họ Agamidae. Loài này được De Vis mô tả khoa học đầu tiên năm 1884.

## Hình ảnh

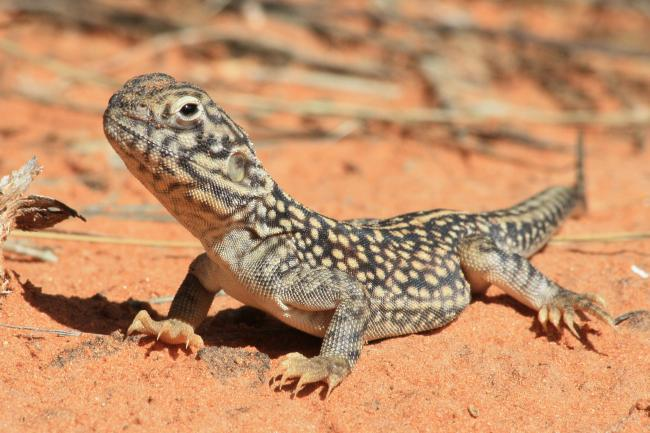
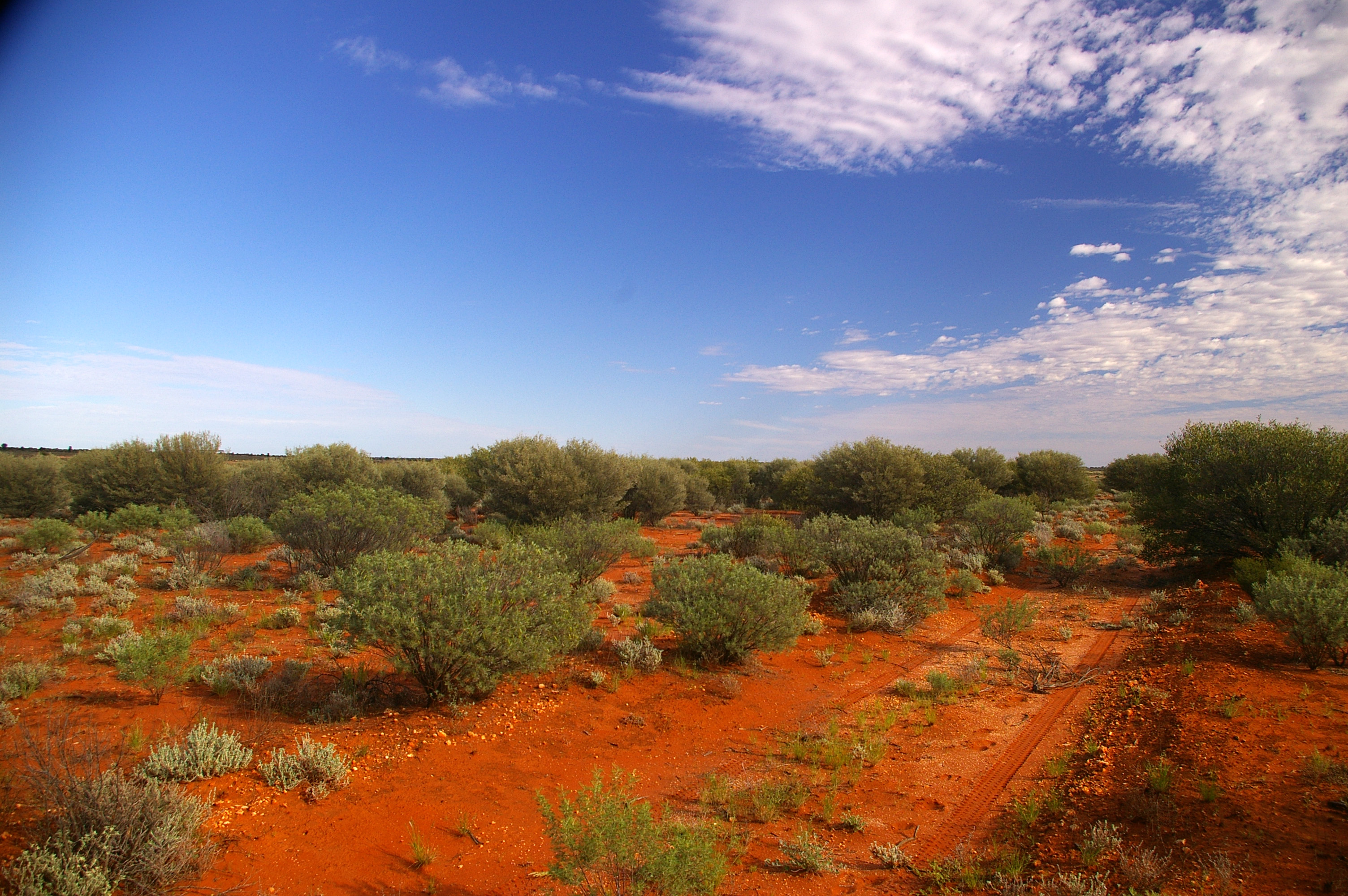
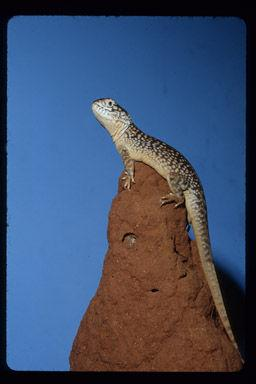
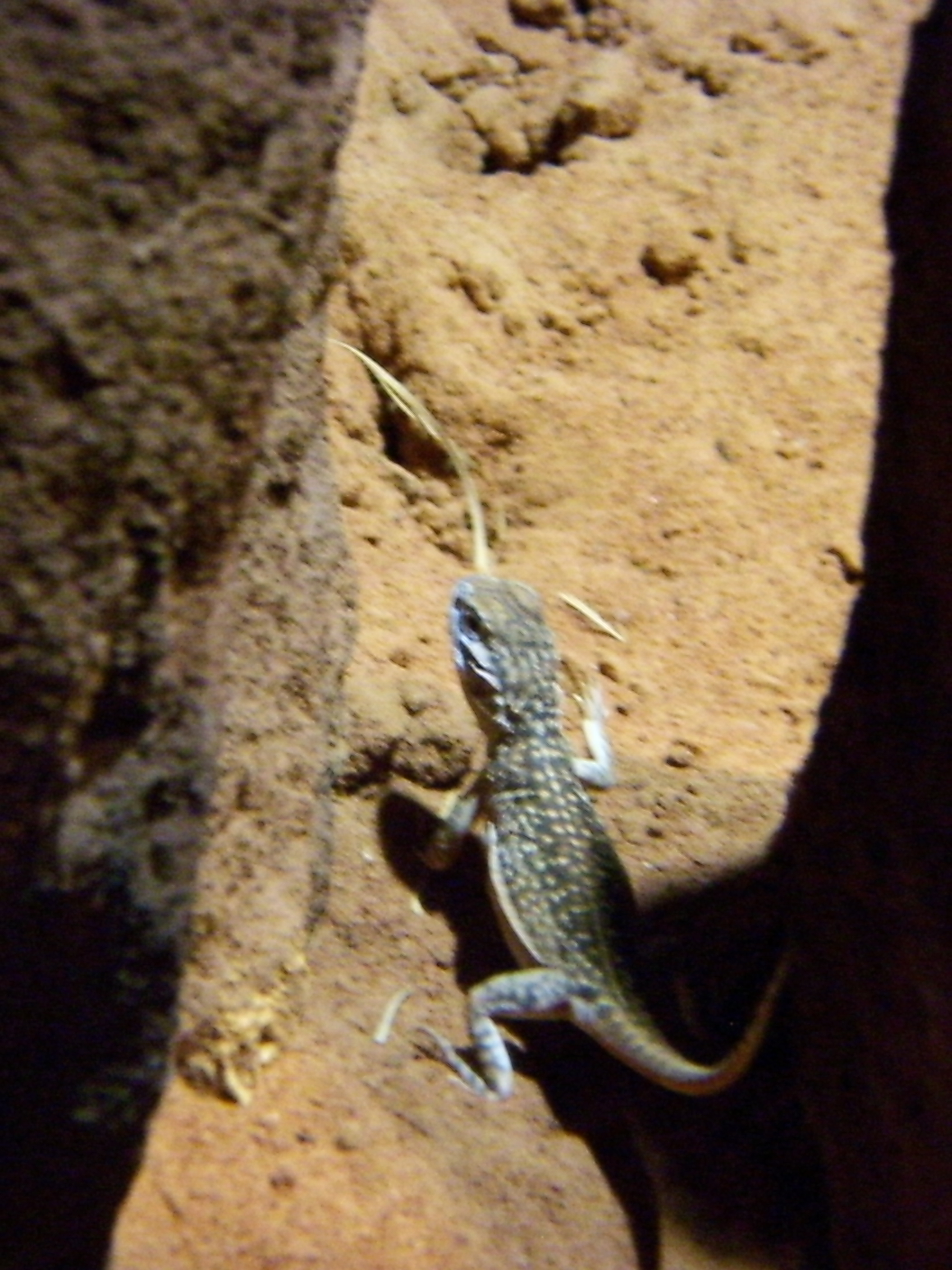